# Комитет по печата
Комитетът по печата е държавна институция в България, съществувала през 1971 – 1976 година.
Образуван е през 1971 година, когато е отделен от Комитета ца изкуство и култура. Той осъществява ръководство на цензурата и проправителствената пропаганда чрез периодичния печат и книгоиздаването. Също така управлява полиграфическата промишленост и издателската дейност, които по това време са изцяло национализирани. През 1976 година отново е присъединен към Комитета за изкуство и култура. Председател през целия период е Крум Василев.